# Вирадо
Вирадо (порт. Virado) также virado à Paulist) — блюдо бразильской кухни из штата Сан-Паулу, Бразилия. Создано во времена первых португальских поселенцев в этом регионе. Блюдо состоит из тарелки фасоли, приготовленной с обжаренным луком, чесноком, жиром и солью, сушёной поджаренной маниоковой муки (или кукурузной), свиной отбивной, жареной колбасы, жареного банана, яйца, желательно с мягким желтком, кудрявой капусты, нарезанной полосками и тушённой в жире, риса, и торресмо, хрустящей свиной шкурки. Вирадо традиционно подают по понедельникам. В городе Сан-Паулу еженедельно подают около 500 000 тарелок этого блюда.

## История

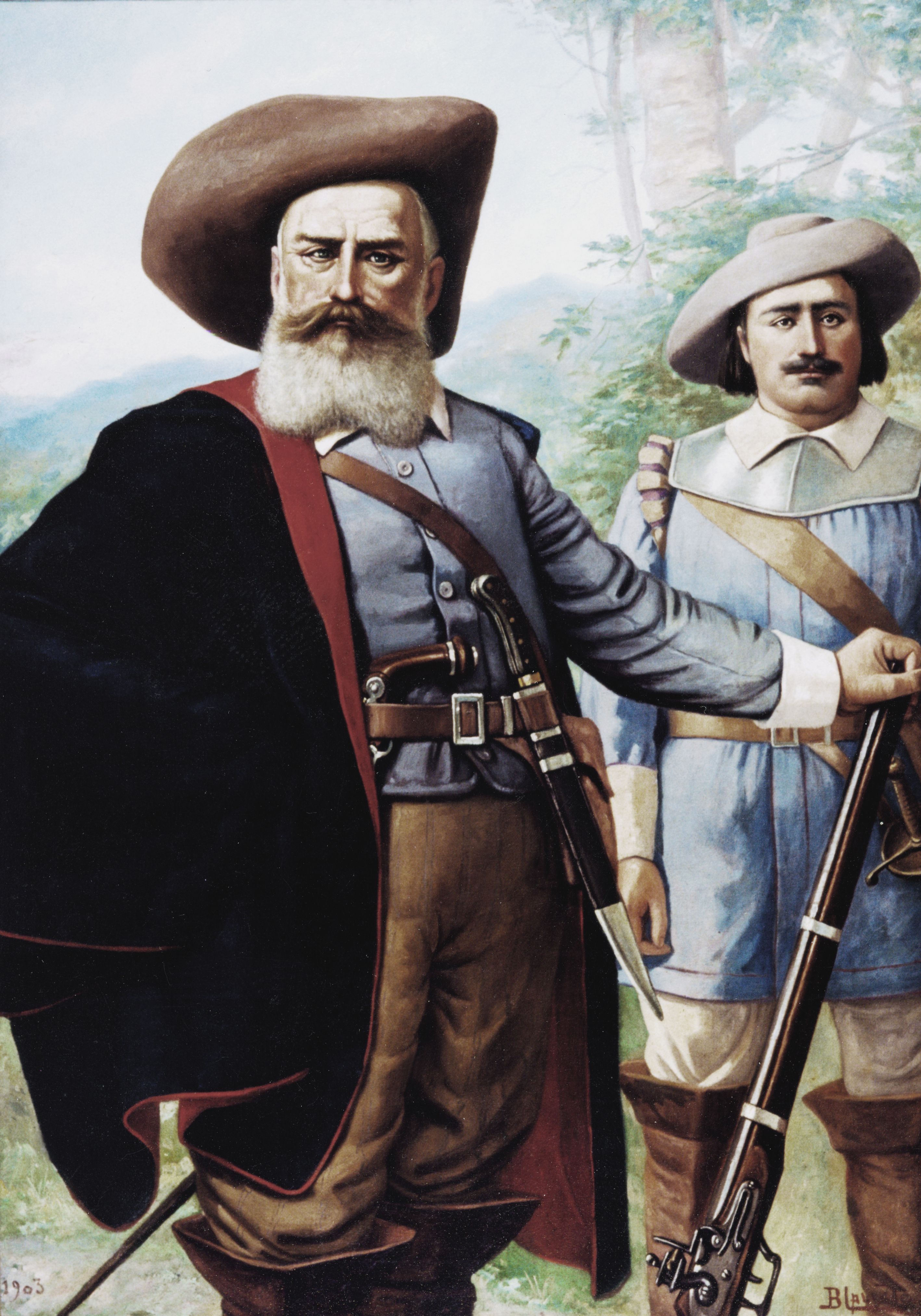
Романтизированное изображение бандейрантес

Вирадо возник в ранний колониальный период Бразилии как блюдо бандейрантес. Они отправлялись во внутренние районы Бразилии сначала, чтобы захватить и поработить индейцев, а затем для поисков золота, серебра и алмазов. В рюкзаках они несли бобы, свинину и кукурузную муку. Ингредиенты, хранящиеся в рюкзаке, «перемешивались» (порт. virar), отсюда и название блюда «вирадо». Вирадо в период бандейрантес состояло только из бобов, обычно приготовленных без соли, чтобы они не затвердели, кукурузной муки, вяленого мяса и бекона. Мука из маниоки была заменена кукурузной мукой после появления этой культуры в регионе Сан-Паулу в XVIII веке. Бандейрантес и другие первые поселенцы ели вирадо холодным или подогретым.
Самое раннее письменное упоминание о вирадо относится к 1602 году, когда Николау Баррето совершил экспедицию в современные Парагвай, Боливию и Перу. Это также связано с монсао, которые руководили экспедициями по реке в отдаленные районы внутренних районов Бразилии с начала XVIII до начала XIX века.
Блюдо стало основным видом питания в домах и на фермах в районе Сан-Паулу. Дома в Сан-Паулу в ранний колониальный период были строгими и лишенными элегантности домов в Баии, Пернамбуку или Рио-де-Жанейро. Вирадо подавали в любое время дня с небольшими изменениями; в этот период он состоял из бобов, бекона, муки, куска свинины, копченой колбасы лингуиса и капусты. Рис был добавлен в вирадо в XIX веке после его введения в Бразилии; его готовили на остатках варёной свинины или колбасы и дополнительно приправляли салом, чесноком и солью. Десерт, подаваемый с вирадо, состоял из свежих фруктов, таких как апельсины; также были распространены бананы, обжаренные с корицей и сахаром.
Император Бразилии Педру I ел вирадо 17 августа 1822 года в Фазенда Пау д’Алью, в Сан-Жозе-ду-Баррейру, в долине Параиба, во время поездки из Рио-де-Жанейро в Сан-Паулу.

## Вариации
Существует несколько вариантов вирадо, основанных на основном наборе из свинины, жареных бананов, пюре из бобов с мукой из маниоки, риса, капусты и жареного яйца. Вирадо можно приготовить из чёрной фасоли и кукурузной муки.
Ранняя вариация блюда появилась, когда бандейрантес направили свои экспедиции в Минас-Жерайс, где блюдо стало известно как tutu à mineira. Tutu à mineira отличается от Virado тем, что в нём используются молотые бобы; версия в Сан-Паулу использует целые бобы. Один из вариантов, который подают в интерьере штата Санта-Катарина, заменяет капусту капустой варёной.